# Kate Allen
Katherine "Kate" Jessie Jean Allen (Geelong, 25 de abril de 1970) é uma triatleta nascida na Austrália, campeã olímpica em Atenas 2004 representando a Áustria, seu país de adoção. 

## Vida pessoal
Kate Allen cresceu em uma fazenda de 1 000 hectares com seus três irmãos em Teesdale, no sudeste da Austrália.
Desde cedo seus pais a incentivaram a correr, e ela freqüentemente percorria o caminho de 3 quilômetros de sua casa até sua escola primária. Aos quatro anos de idade Allen começou a participar de competições esportivas em Geelong. Competiu em provas de atletismo juvenil até os 14 anos de idade, ganhando vários campeonatos nos 1500 metros e cross-country. Allen também gostava de ginástica em sua infância, esporte que foi importante no desenvolvimento de suas habilidades de coordenação durante a carreira no triatlo.
Allen graduou-se em enfermagem na Universidade de Ballarat aos 20 anos de idade. Durante uma viagem a Kitzbühel, na Áustria, conheceu Marcel Diechtler com quem se casou em 1999. Diechtler praticava o triatlo e encorajou Allen a iniciar no esporte em 1996.

## Carreira
Após alguns anos bem sucedidos na Europa, Allen recebeu a cidadania austríaca em 2002 e começou a disputar as etapas da Copa do Mundo. Logo em sua terceira particiapação em Copas do Mundo conquistou uma medalha de prata em Hamburgo, na Alemanha e outra prata no Campeonato Europeu em Valência, na Espanha.
Oito anos após iniciar no esporte, conquistou seu principal título na carreira com a medalha de ouro nos Jogos Olímpicos de Atenas, em 2004. Ao final da etapa de natação, Allen estava em 44º lugar entre 51 competidoras. Após o ciclismo, já ocupava o 28º posto e foi gradualmente ultrapassando 27 concorrentes, por último a líder australiana Loretta Harrop a apenas 150 metros da linha de chegada.
Paralelamente à sua carreira de triatlo em distância olímpica, Allen mostrou-se consistente em corridas de Ironman. Em 2002 ela cravou o tempo mais rápido de uma estreante no ironman, completando o percurso em 8:58:24. Ela superou essa marca em 2003 com 8:54:01, recorde pessoal que vigora até os dias atuais.
Após os Jogos Olímpicos de 2004, Allen pretendia dedicar-se apenas as provas de Ironman para o período 2005-2006, com o objetivo de ganhar o Campeonato Mundial de Ironman, no Havaí. Terminou na sétima colocação em 2002, e na quinta posição tanto em 2005 quanto em 2006.
Durante uma etapa da Copa do Mundo na Nova Zelândia em abril de 2008, Allen sofreu um acidente de bicicleta a 60 km/h e teve vários ferimentos. Recuperou-se a tempo de competir nos Jogos Olímpicos de 2008, onde finalizou na 14ª colocação.

## Prêmios
Em 2004, Kate Allen recebeu uma condecoração pelo serviços prestados a República da Áustria (Goldenes Ehrenzeichen UM Verdienste für die Republik Österreich). No mesmo ano foi eleita personalidade esportiva do ano na Áustria e ganhou o Sportstar Award da Eurosport.